# Теджон Сітізен
«Теджон Сітізен» (кор. 대전 시티즌 프로 축구단) — південнокорейський футбольний клуб з міста Теджон, заснований 1997 року. Головним досягненням команди є перемога в Кубку Південної Кореї в 2001 році. У чемпіонаті Південної Кореї клуб не піднімався вище 6-го місця (2007).

## Історія
«Теджон Сітізен» був заснований в 1997 році, ставши першим клубом у країні, який не належав до конкретної компанії, а був заснований на підтримці місцевої громади. Місто Теджон стало ключовим акціонером команди, а мер — головою клубу. «Теджон Сітізен» був відразу включений до найвищого дивізіону країни, К-Ліги, на сезон 1997 року і завершив свій дебютний сезон на 7 місці з 10 команд, а у наступному став дев'ятим.
В подальшому команда постійно була серед аутсайдерів чемпіонату і у 2001 та 2002 роках клуб двічі поспіль закінчував чемпіонат на останньому 10 місці, втім оскільки тоді не існувало другого професіонального дивізіону, команда не могла понизитись у класі. Тим не менш у тому ж 2001 році клуб сенсаційно здобув Кубок Південної Кореї, здолавши у фіналі «Пхохан Стілерс» (1:0). Цей результат дозволив команді вперше в історії вийти до Ліги чемпіонів АФК 2002/03. Там теджонці пройшли два кваліфікаційний раунди і зупинились на груповому етапі, де зайняли 2 місце.
Втім «Теджон Сітізен» продовжував бути здебільшого аутсайдером чемпіонату (найкращий результат — 6 місце у сезонах 2003 та 2007 років) і коли була створена К-Ліга 2, то клуб прогнозовано швидко туди вилетів, зайнявши у 2013 році останнє 14 місце у вищому дивізіоні. У другому дивізіоні в 2014 році клуб став першим і з першої спроби повернувся до еліти, але там у сезоні 2015 року знову зайняв останнє 12 місце і цього разу на тривалий час вилетів до другого дивізіону.

## Стадіон
«Теджон Сітізен» використовує Стадіон кубка світу як домашню арену, який був побудований до чемпіонату світу з футболу 2002 року, з моменту його відкриття у вересні 2001 року. До того команда виступала на старому стадіоні «Ханбат».

## Відомі гравці
- Чхве Ин Сон

## Досягнення
- Кубок Південної Кореї:
  - Володар: 2001